# أبو الفداء
عماد الدين أبو الفداء إسماعيل بن علي بن محمود بن محمد بن عمر بن شاهنشاه بن أيوب الأيوبي  (672- 732 هـ / 1273- 1331م)، ويطلق عليه ملك أو صاحب حماة في سوريا، الملك العالم، الملك المؤيد، مؤرخ جغرافي، قرأ التاريخ والأدب وأصول الدين، واطلع على كتب كثيرة في الفلسفة والطب، وعلم الهيئة ونظم الشعر وليس بشاعر - وأجاد الموشحات.

## نشأته
ولد أبو الفداء عام (672هـ) (1273م) في دمشق حينما فرت عائلته من حماة إثر إحاطة المغول بها وهو من سلالة الأيوبيين، كُني منذ صغره بأبي الفداء ولقب بعماد الدين وبدأ حياته في حماة بعد عودة أمه وهو في شهوره الأولى ثم انطلق إلى الدراسة والثقافة والإطلاع والممارسة والتدريب على فنون القتال والقنص والفروسية ولقد حفظ القرآن الكريم مبكراً مع عدد من كتب التراث واشتغل في العلوم وتفنن في جمع أشتات الكثير منها. رحل إلى مصر فاتصل بالملك الناصر من دولة المماليك فأحبه الناصر وأقامه سلطانًا مستقلًّا في حماة ليس لأحد أن ينازعه السلطة، وأركبه بشعار الملك، فانصرف إلى حماة، فقرب العلماء ورتب لبعضهم المرتبات، وحسنت سيرته.
استطاع بحُنكته وصبره ودرايته وشجاعته استعادة ملك حماة، وأن يعيد المملكة الأيوبية إليها بعد أن أُبعدت عنها اثنتي عشرة سنة، وأن يخرج منها عاملها (أُسُنْدمُر) مُرغماً.
كان المماليك قد قضوا على الدولة الأيوبية في مصر في سنة 648هـ، وقضوا عليها في الشام في سنة 658هـ، وأصبح سلطان مصر والشام من المماليك، وكان يرسل مَنْ حوله، من أمراء المماليك نواباً عنه إلى مدن الشام ك دمشق وحماة وحمص وحلب والساحل. وكانت حماة مطمحَ أنظار هؤلاء الأمراء نظراً لتوسطها بين بلاد الشام ولتقدمها العمراني والعلمي والاقتصادي بفضل الملوك الذين تعاقبوا عليها من آل أيوب، وقد رأينا كيف أنّ (أسندُمُر) قد رفض أن ينتقل منها إلى نيابة الساحل مع أنّ بالساحل مدناً عامرة كثيرة اللاذقية وطرطوس وبيروت وطرابلس وغيرها، كما أنه لم ينتقل منها إلى نيابة حلب إلاّ مُرغماً.

## الملك أبو الفداء
أبو الفداء الذي استطاع أنْ يعيد المملكة الأيوبية إلى حماة، كانت له اليد الطولى في مدّ عمـرها فيها إلى سنة 742هـ، أي إلى بعد نحو قرنٍ من الزمان من انقراضها في مصر، فكيف تسنّى له ذلك وسط تلك الغابة من أمراء المماليك المتسلطين في ذلك الوقت لا ريب أن ذلك يعود إلى الصفات الفذّة التي كان يتحلّى بها، وإلى البيئة التي نشأ فيها
لقد كان أبو الفداء منذ صغره مولعاً بالعلوم والآداب، حفظ القرآن الكريم ودرس الفقه والتفسير والنحو والمنطق والطبّ والتاريخ والعروض، وكان عاقلاً حكيماً، خلوقاً كريماً، شجاعاً، وقد رأينا كيف اشترك في حصار قلعة المرقب وفتحها وهو في الثانية عشرة من عمره، كما اشترك في فتح عكا وقلعة الروم، وفي الإغارة على بلاد السيس (الأرمن)، وفي سـنة 702هـ أغار التتار على القريتين شرقي مدينة حمص في سورية، فاختاروه لقيادة فرقة من الجيش لردّ التتار عن القريتين، وذلك قبل أن يصبح ملكاً لحماة، فنجح في مهمته نجاحاً كبيراً، إذْ ردّوا التتار إلى حدود الفرات شرق سوريا، وقتلوا منهم عدداً كبيراً، كما كان سميراً ورفيقاً لابن عمه الملك المظفر الثالث فكان يرسله سفيراً إلى السلطان، كما كان يصطحبه معه في رحلاته وغزواته وصيده، حتى إنه كان رفيقه في رحلة صيده الأخيرة التي وصلوا بها إلى قرب (قسطون)، ومرض الملك المظفر على أثرها وتوفي في سنة 698هـ، كما مرض أيضاً أبو الفداء حتى أشرف على الهلاك ثم شفي وعوفي. والسلطان الناصر، سلطان مصر والشام، كان يطلبه إليه، بعد أن أصبح ملكاً لحماة، ليكون سميراً له في مجلسه، ورفيقاً له في صيده، وعندما ذهب إلى الحج اصطحبه معه، ومن شدة إعجابـه بـه، بعد أن ولاّه نائباً له في حمـاة في سـنة 710هـ، وجعله ملكاً عليها في سنة 712هـ، ثم سلطان حماة في سنة 720هـ، كل ذلك يدل على مدى ما كان يتحلى به أبو الفداء من الآداب والعلوم والأخلاق، حتى إنه لشدة كرمه وعزته بنفسه كان يقبل هدايا السلطان وصدقاته، ولكنه كان سرعان ما يرسل إليه مقابلها بالهدايا والتقدمات.
نشـأ أبـو الفداء في عائلـة ملكية أسّسها السـلطان صلاح الدين الأيوبي منذ سـنة 569هـ في مدن سوريا، وكان والده وأعمامه وأولاد عمه وجده من أقوى ملوك هذه العائلة وأعقلهم وأحكمهم. فمن الملاحظ في سيرتهم أنهم يلتزمون جانب السلطان الشرعي دائماً، وما كانوا يستجيبون لدعاة الثورة والانقلاب، ففي أيام الملك العادل أخ صلاح الدين، بعد أن استتبَّ له الأمر في ثار عليه ابنا أخيه الظاهر والأفضل، وطلب من المنصور الأول صاحب حماة أن ينضم إليهما فرفض، وفي زمن الملك الكامل بن العادل انتقض عليه أخوه الأشرف موسى والناصر صاحب حلب وشيركوه صاحب حمص، وطلبوا من المظفر الثاني محمود صاحب حماة أن ينضم إليهم فرفض، وفي زمن الصالح أيوب صاحب مصر تحالف على حربه الصالح إسماعيل صاحب دمشق وإبراهيم بن شيركوه صاحب حمص والناصر صاحب الكرك والفرنج، وطلبوا من المنصور الثاني محمد صاحب حماة أن ينضم إليهم فرفض، وكذلك في أيام سلاطين المماليك، كان ملوك حماة يلتزمون دائماً جانب السلطان الشرعي في مصر عندما يثور عليه نوّابه في مدن الشام، وفي معركة عين جالوت بين المسلمين والتتار كان المنصور الثاني محمد صاحب حماة يحارب بجيشه مع (قطز) سلطان المسلمين بينما كان الأشراف موسى بن إبراهيم بن شيركوه صاحب حمص يحارب في صف التتار.
أول ملكٍ من الأيوبيين ملك حماة كان المظفر الأول تقي الدين عمر بن شاهنشاه بن أيوب، ملّكه إياها عمه صلاح الدين سنة 582هـ=1186م، وكان صلاح الدين يحبه كثيراً لأنه كان شهماً شجاعاً، ساعد عمه صلاح الدين في حروبه كلها، حتى قد استُشهد ابنه أحمد أمام صلاح الدين في موقعة عسقلان في جمادى الأولى سنة 573هـ لذلك أعطاه حماة ومنبج والمعرة وميافارقين وسلمية وجبلة واللاذقية وديار بكر وحرّان والرها في الجزيرة الفراتية في سوريا، وفي معركة حطين كان جيش حماة بقيادة المظفر الأول في ميمنة جيش المسلمين، وقد أصبح هذا تقليداً بعد ذلك، إذْ كان جيش حماة يشغل دائماً ميمنة الجيوش الإسلامية المجاهدة. والمظفر الأول هو الذي فصل قلعة حماة عن تل الباشورة وأحكم سورها وعمّق خندقها. وقد توفي المظفـر الأول يـوم الجمعة 19 رمضان سنة 587هـ أثناء حصاره (منازكرد) في شرقي الأناضول، فحمله ابنه المنصور الأول محمد وعاد به إلى حماة حيث دُفن في تربته بباب الجسر في مدينة حماة.
وتولى بعده ابنه المنصور الأول محمد، وهو الذي بنى سوق المنصورية (السوق الطويل) وبنى جسر المراكب (جسر السرايا) ورمم قناطر نواعير حماة الشهيرة وعمّـق خندق القلعة وبنى سورها من الحجر، ولـه كتـاب (المضمار في التاريخ) و (طبقات الشعراء)، توفي في ذي القعدة سنة 617هـ. تولى بعده ابنه المظفر الثاني محمود بعهدٍ من أبيه، فاغتصب المُلْكَ أخوه الناصر قَليج أرسلان، لكن الملك الكامل سار إلى الشام وأعاد المظفر الثاني ملكاً على حماة، وأعطى أخاه الناصر مدينة (بعرين)، وقد بنى المظفر الثاني قلعة المعرة (معرة النعمان) كما بنى سوراً لمدينة حماة خارج القلعة، أصيب بالفالج في سنة 637هـ وتوفي سنة 642هـ=1244م وتولى بعده ابنه المنصور الثاني محمد وعمره عشر سنوات، وفي زمنـه حدثت موقعة عين جالـوت، وقد أبلى فيها بلاءً حسناً وكان بجيشه على ميمنة الجيـش الإسلامي، وفي سـنة 664هـ غزا بلاد السيس بأمر من السلطان الظاهر بيبرس. وفي سنة 668هـ زار الظاهر بيبرس الملك المنصور في مدينة حماة، وأصيب الملك المنصور الثاني بالحمى وتوفي في شـوال سـنة 683هـ=1284م
وتولى بعده ابنه الملك المظفر الثالث محمود الذي اشترك مع السلطان قلاوون في فتح قلعة المرقب من قلاع الساحل السوري ومدينة بانياس ومدينة طرابلس، ثم اشترك مع الملك الأشرف خليل في فتح عكا، كما شارك في غزو بلاد السيس، وفي ردّ التتار عن حلب،

## أعماله في حماة (مدينة أبي الفداء)

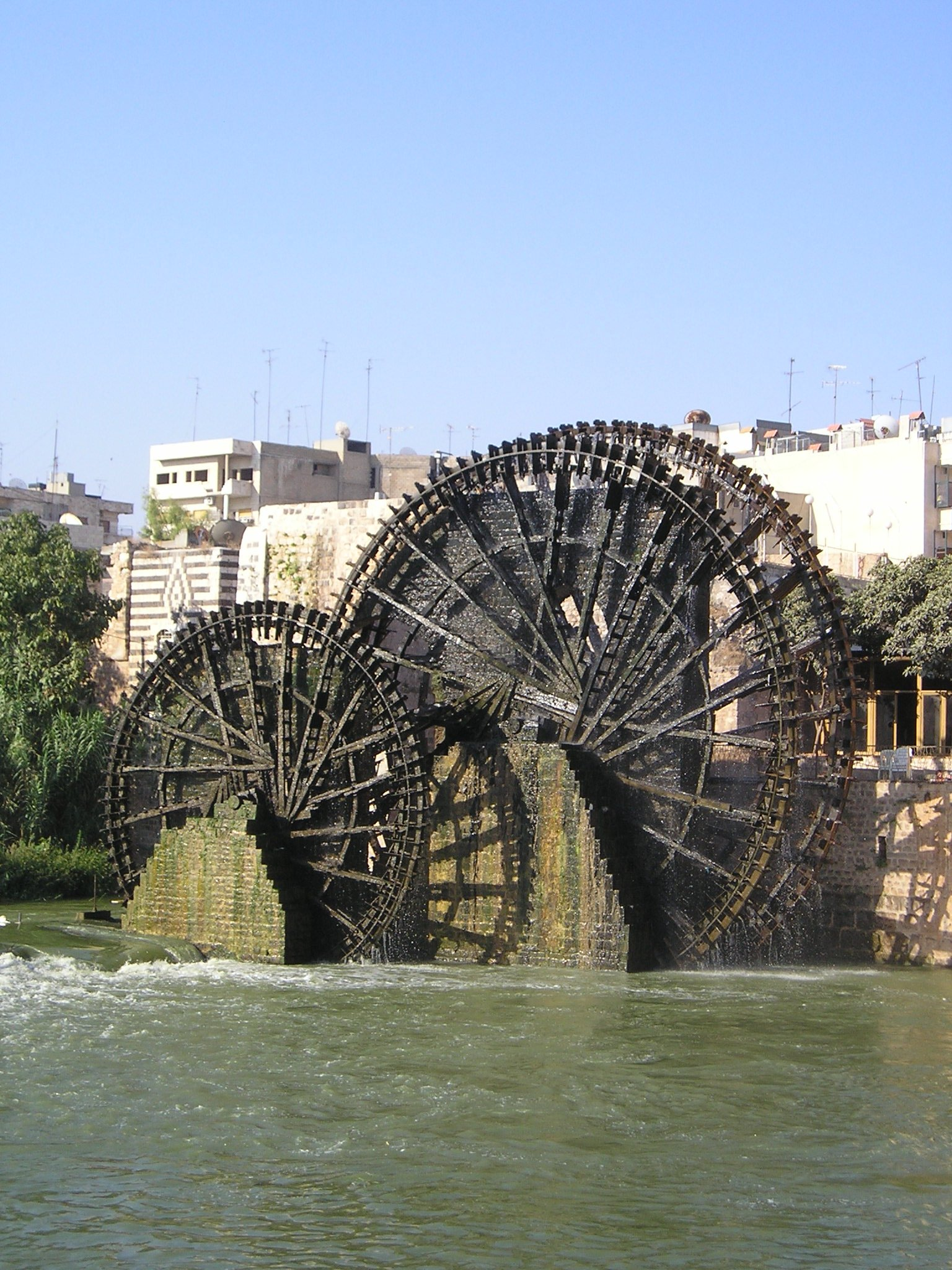
حماة، سوريا - منظر للثلاث نواعير أمام قصر العظم

اعتنى أبو الفداء في مدينة حماة وبنى وحسّن العديد من مبانيها ولعل من أبرز المنشآت التي خلفها أبي الفداء في عاصمة ملكه حماة جامع الدهشة وهو جامع أبي الفداء نفسه وقام أبي الفداء بتشييد ضريح له في شمالي جامعه وشيّد فوقه قبة وبجانبها مئذنة مثمنة وحين سُئل عن بناء الضريح أجاب: 
قام أبو الفداء بعد بناء الجامع ببناء المٍربَع والقبة والحمام والناعورة غربي الجامع على ساقية نحيلة وجاء هذا كله من أنزه الأماكن وأسماها وأطلق عليها جميعاً اسم الدهيشة جامعاً وقبةً ومربعاً وحماماً وناعورة وذلك لأن الناظر أو الداخل إليها تأخذه الدهشة والحيرة والذهول لما يشاهد من جمال الموقع وإحكام البناء وحسن الهندسة وبديع الزخرفة.
تعاقبت الدهور والأعوام على المربع والقبة والحمام فاندثرت ولم يبقَ من الدهيشة إلا جامعها وناعورتها وهما كافيهن وافيان لإعطاء صورة الأمس الرائع.
لم يقف عُمران أبي الفداء عند الدهيشة بل امتد إلى الجامع النوري وأضاف إليه كتلة بناء في شرقه وجعله مدرسة لتدريس الفقه الشافعي وسمي هذا الملحق بالـروشن بعد أن أبقى تحته قبواً لمسير الناس وجلله ببناء رائع يشرف على أجمل مناظر العاصي والنواعير.

## علمه وكتبه
كان أبو الفداء جامعاً لأشتات العلوم وقد صنف في كل علم تصنيفاً أو تصانيف ومن هذا خَلَفَ للمكتبة العربية بخاصة والإنسانية بعامة 12 كتاب طبع منها 3 نالت شهرة عالمية كبيرة وهي:
- كتاب المختصر في أخبار البشر في التاريخ والمعروف بكتاب تاريخ أبي الفداء
- كتاب تقويم البلدان في الجغرافيا طبع عدة طبعات في أوروبا وسمي جغرافيا أبي الفداء.

وبهذين الكتابين غدا أبو الفداء واحداً من أعظم رجال التاريخ والجغرافيا في تاريخنا العربي والتاريخ الإنساني فظهرت عشرات الدراسات والأبحاث الأكاديمية في روسيا وفرنسا وإنجلترا وبلجيكا إيطاليا وغيرها عن أبي الفداء وأبحاثه في الجغرافيا والتاريخ والفلك.
قال العالم الروسي كراتشكوفسكي: إن كتابين عربيين فقط أثارا الاهتمام عند الغربيين أكثر من تقويم البلدان لأبي الفداء صاحب حماة هما: القرآن الكريم وألف ليلة وليلة.
ومن أعماله المترجمة باكرا من قبل يوهان جاكوب ريسكي (1716-1774) Johann Jacob Reiske الذي ترجم عدة أعمال أخرى من العربية في الأدب والطب وغيرها، لكن كتاب التاريخ لأبي الفداء المترجم إلى اللاتينية Annals of AbE l-FidA’ «لم يجد من يشتريه» ولذا طبع الجزء الأول منه فقط، بحسب كتاب غيرهارد اندريس ENDRESS حيث حالت سمعة المترجم يوهان ريسكي بـ«المفكر الحر» باعاقة تقديره أوروبيا آنذاك كما عدم منحه مقعدا تدريسيا في جامعة ليبزيغ، وقد وصفه اندريس بـ«شهيد الأدب العربي» في أوروبا.
- الكُنّاش في فني النحو والصرف[6]

و"الكُنّاش" لفظ سرياني الأصل معناه المجموعة أو التذكرة، وهو يشتمل على عدة كتب، منها كتاب في النحو والتصريف، ويشهد هذا الكتاب لمؤلفه بالاطلاع الواسع، والعلم الغزير، والقدرة الفائقة على الجمع والتأليف، وجمع فيه أهم مسائل النحو والتصريف.
أما علماء الفلك الأوربيون فقد سموا جبلاً في القمر باسم جبل أبي الفداء اعترافاً منهم باكتشاف أبو الفداء له من خلال مرقبه الذي كان مقاماً على قبة قصره في الدهيشة ووصفه التام له في كتابه الموازين، وفي القاعة المخصصة للمحاضرات في الجمعية الجغرافية الفرنسية في باريس نقشت على أحد جدرانها أسماء عدد من الذين أشادوا علم الجغرافيا إنسانياً وعلى مر العصور واسم أبي الفداء ثالث هذه الأسماء.

## وفاته
وقام أبي الفداء بتشييد ضريح له في شمالي جامعه وشيد فوقه قبة وبجانبها مأذنة مثمنة وحين سُئل عن بناء الضريح أجاب: ما أظن أني أستكمل من العمر 60 سنة فما في أهلي من استكملها، وكان ما جال في خاطر أبي الفداء وحدسه إذ ودع الحياة في الثالث والعشرين من المحرم عام (732هـ) الموافق لـٍ 27 تشرين الأول عام (1331م) ولما يكمل الـ60 من عمره ودفن في ضريحه الذي أعده لنفسه قبل موته بـٍ 5 أعوام
رثاه الشاعر ابن نُباته بقصيدة طويلة، منها:
وحسب أبي الفداء أنه قورن في جمعه بين السياسة والعلم، بالخليفة العباسي الشهير المأمون، فقال ابن الوردي يشيد بمكانته على صعيد العلم، وبحبه للمعرفة: «ولقد رأيت جماعة من ذوي الفضل يزعمون أنه ليس في الملوك بعد المأمون أفضل منه،».